# Gatlukái
Gatlukái (del ruso: Гатлукай) es un aúl del ókrug urbano de Adygeisk en la república de Adiguesia de Rusia. Está situado cerca de la orilla meridional del embalse de Krasnodar, 76 km al noroeste de Maikop, la capital de la república. Tenía 1 513 habitantes en 2010. La localidad cuenta con un aeródromo.